# Lancelin
Lancelin är en ort i Australien. Den ligger i kommunen Gingin och delstaten Western Australia, omkring 110 kilometer nordväst om delstatshuvudstaden Perth. Lancelin ligger 6 meter över havet och antalet invånare är 666.
Trakten runt Lancelin är nära nog obefolkad, med mindre än två invånare per kvadratkilometer.. Det finns inga andra samhällen i närheten. 
Genomsnittlig årsnederbörd är 754 millimeter. Den regnigaste månaden är juli, med i genomsnitt 137 mm nederbörd, och den torraste är januari, med 9 mm nederbörd.